# گنجشک ایاگو
گنجشک ایاگو (نام علمی: Passer iagoensis) نام یک گونه از سرده گنجشک‌های راستین است.